# Gnathophis melanocoelus
Gnathophis melanocoelus is een straalvinnige vissensoort uit de familie van zeepalingen (Congridae). De wetenschappelijke naam van de soort is voor het eerst geldig gepubliceerd in 2000 door Karmovskaya & Paxton.